# Pinda (ofiara)
Pinda (sanskryt:पिण्ड , piṇḍa, kęs, grudka materii, ciało) – hinduistyczna rytualna ofiara dla przodków nazywanych pitry i zamieszkujących pitrylokę, czyli dla zmarłych z linii męskiej za których odprawiono już ceremonię sapindikarana. Uprawnieni do jej ofiarowania są jedynie męscy potomkowie w linii prostej pokrewieństwa (sapinda).
Pinda to ofiara z pożywienia. 
Najczęściej w formie gałki
czy gomółki.
Produktem żywnościowym używanym do tworzenia pindy jest w głównej mierze ugotowany ryż. Jako dodatki, w zależności od tradycji religijnych i lokalnych, bywają dodawane:
- sezam
- cukier
- ghi
- miód.